# عبد الله الصالح (ناشط)
عبد الله محمد عبدالله الصالح مواليد (1985-) هو صحفي وناشط كويتي لاجئ ومقيم في لندن، ومُقدم برنامج سياسي، حُكم عليه بالسجن لمدة طويلة تصل ما بين 60 - 70 عامًا في محاكم دولة الكويت لانتقاده حكومات وقيادات الكويت والسعودية والإمارات العربية المتحدة والبحرين وعمان. ومن ثم حصل على العفو الأميري من أمير دولة الكويت الشيخ نواف الأحمد الجابر الصباح وسقطت كل أحكام السجن عليه. إثارة بعض الجدل الاعلامي بآرائه حول الفصل بين الجنسين.

## التعليم
درس الصالح في مدرسة الكويت الإنجليزية بين عامي 1988 - 2001 ونال الشهادة العامة الدولية للتعليم الثانوي، وبعدها حصل على درجة البكالوريوس في إدارة الأعمال والتسويق من كلية إدارة الأعمال في جامعة الكويت من 2001 إلى 2005 ودرجة الماجستير في دراسات التنمية في جامعة لندن ساوث بانك من 2009 إلى 2010، كما حصل على الدكتوراه في التنمية الاقتصادية في جامعة لندن ساوث بانك من 2011 إلى 2015.

## المسار المهني
بدأ الصالح حياته المهنية كمسؤول تسويق في مجموعة الامتياز للاستثمار عام 2005، ثم عمل كمسؤول التسويق وخدمة عملاء كبار الشخصيات في شركة أديم للاستثمار وإدارة الثروات عام 2007. ثم مدير عملاء كبار الشخصيات في جمعية النجاة بين عامي 2007 - 2009.

### العمل في الصحافة
عمل كصحفي في العديد من الصحف والمجلات في الكويت بما في ذلك جريدة الأنباء وصحيفة الوطن وجريدة الجريدة. ويدير برنامجا سياسيا على اليوتيوب يدور حول كشف الفساد في دول الخليج. وأجرى مقابلات مع العديد من القنوات التلفزيونية والصحف الإعلامية منها بي بي سي العربية والعربية والجزيرة. كما كان عضوا في الاتحاد الوطني للطلبة الكويتيين من 2004 إلى 2005.

### الآراء السياسية وأحكامه الجنائية
خضع لتدقيق واسع النطاق بعد انتقاله إلى قطر في يوليو 2017 معربًا عن دعمه لدولة قطر في خضم الأزمة الدبلوماسية الخليجية وانتقادات علنية لحكومات المملكة العربية السعودية والإمارات العربية المتحدة والبحرين ومصر. في يوليو 2017 نشر مقاطع فيديو منتظمة يجادل فيها ضد موقف «تحالف الحصار» (الإمارات العربية المتحدة، السعودية، البحرين) والإجراءات ضد قطر، بحجة أنها أدت فقط إلى زيادة عزل دول مجلس التعاون الخليجي وزيادة مشاكلها، وقد أدى ذلك إلى ردود فعل قوية، حيث قدم محامون إماراتيون وسعوديون شكاوى رسمية إلى المحاكم الكويتية بزعم التحريض على الكراهية وحكم عليه في النهاية غيابيًا. حكم عليه بالسجن لمدة 64 عاما لانتقاده قادة وحكومات الكويت والمملكة العربية السعودية والإمارات العربية المتحدة والبحرين وعمان.

## اللجوء السياسي
طلب اللجوء في المملكة المتحدة في ديسمبر 2017 والذي أقرته منظمة العفو الدولية. ليتم منحه وضع اللاجئ السياسي في 18 مارس 2020. وقد تم تسليط الضوء على قضيته في تقريروزارة الخارجية الأمريكية عن حقوق الإنسان في الكويت.، وفي عام 2021، سرّب مكالمته الهاتفية مع وزير شؤون الديوان الأميري الكويتي محمد العبد الله الصباح مما أثار جدلًا واسعًا في البلاد. وفي نفس العام إدعي أنه تعرض لمضايقات من قبل أحد أفراد العائلة المالكة.

## روابط خارجية
- قناة عبد الله الصالح على اليوتيوب